# ExpressBus
ExpressBus - финская автобусная сеть, осуществляющая междугородние и международные перевозки.
Под этим брендом объединены 23 автобусные компании, маршруты которых покрывают всю территорию Финляндии, общее количество автобусов - около 300.
По многим направлениям помимо перевозки пассажиров осуществляется перевозка груза.
С терминала в Камппи, в центре Хельсинки, ежедневно отправляется 700 рейсов дальнего следования.
Автобусные маршруты компании Финляндия-Россия отходят ежедневно утром и вечером из Санкт-Петербурга. По пути делается остановка в Выборге, аэропорте Хельсинки и ряде финских городов по требованию. Время в пути составляет 7-8 часов.
Автобусы из Санкт-Петербурга отправляются также в такие города Финляндии, как Лаппеенранта, Турку и Ювяскюля.
Вторым крупнейшим оператором автобусных перевозок в Финляндии является компания Oy Matkahuolto Ab, которой принадлежит крупнейшая в стране сеть автовокзалов.

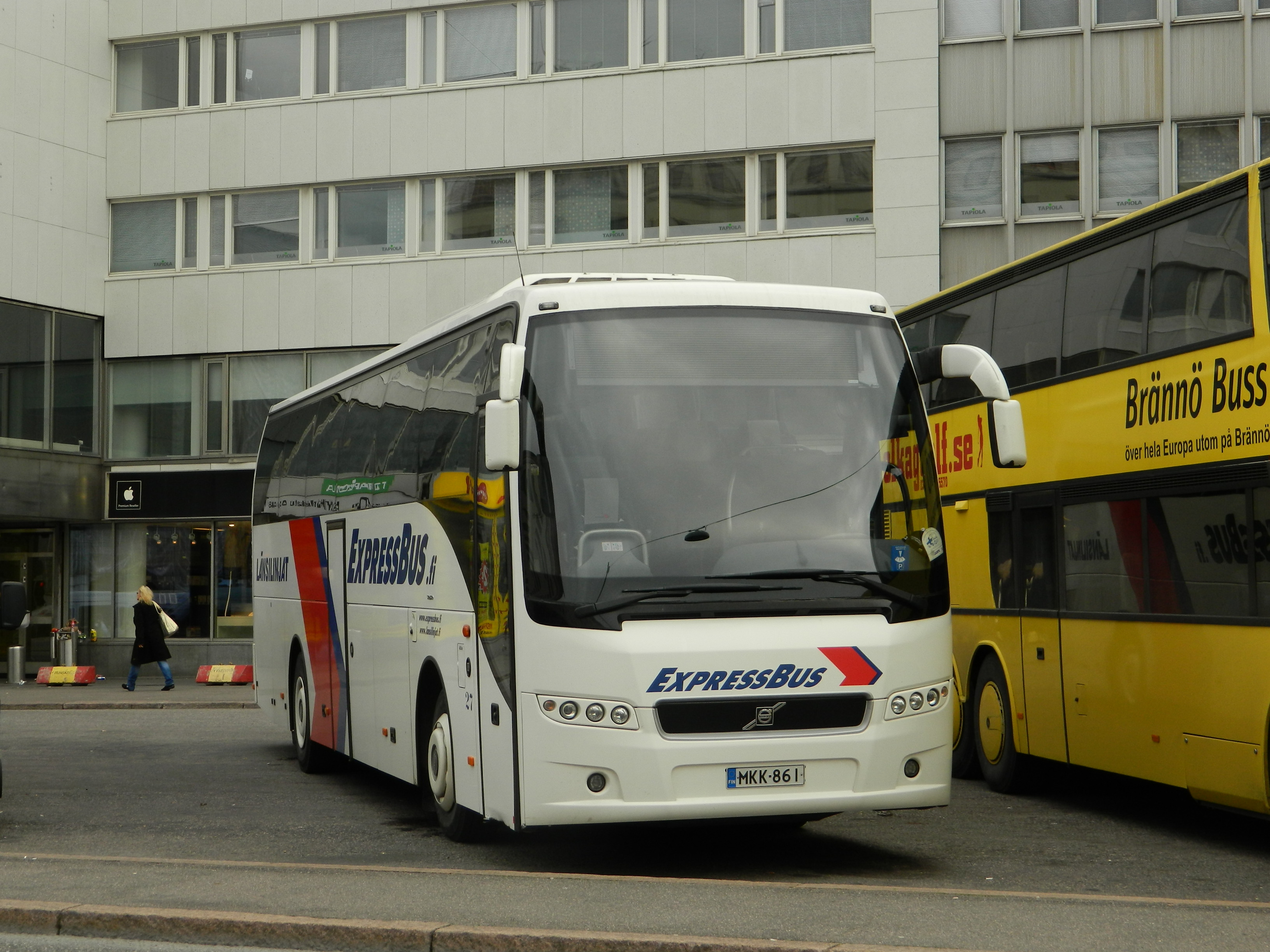
Автобус ExpressBus в г. Хельсинки
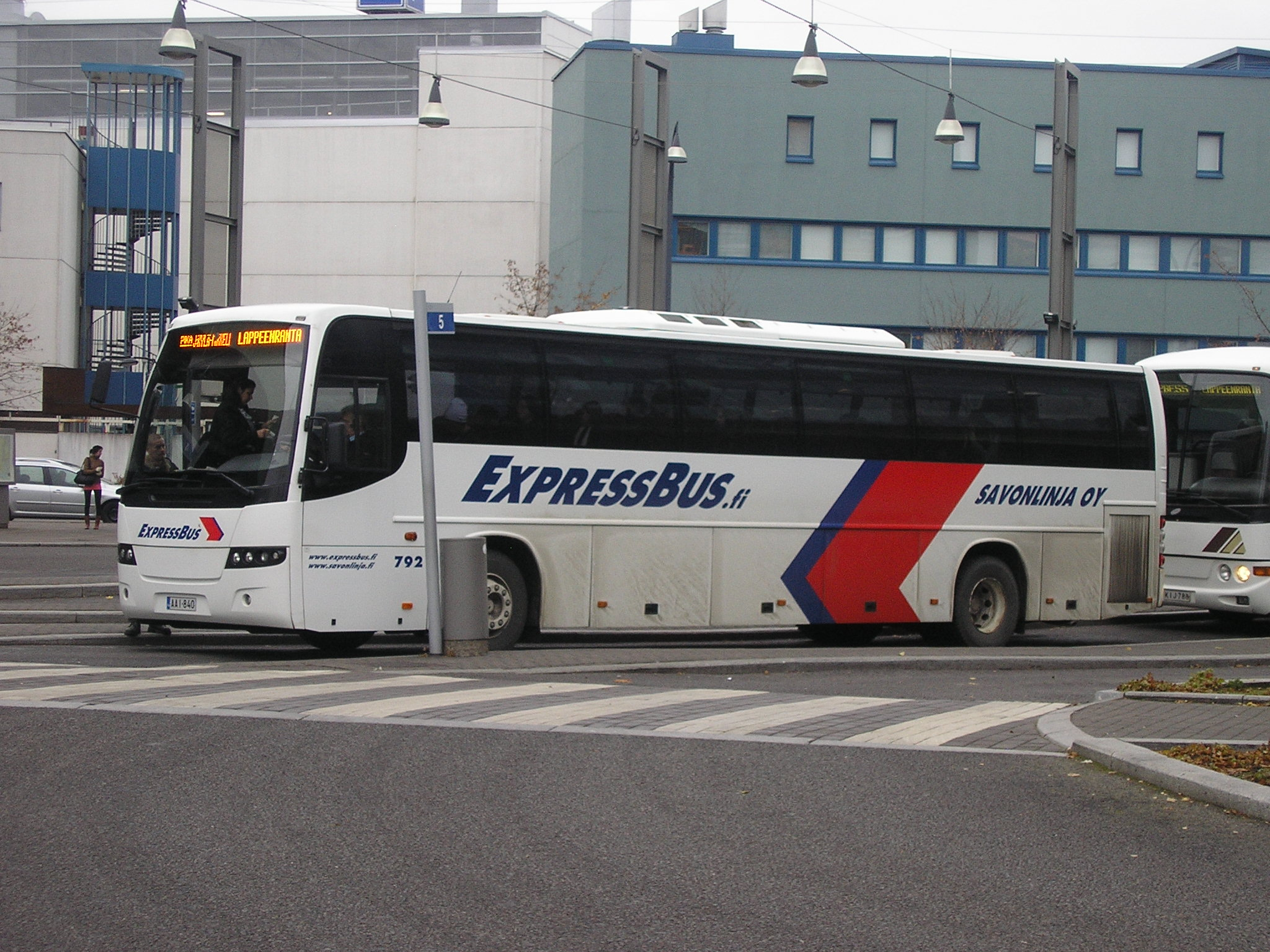
Автобус ExpressBus в г. Ювяскюля
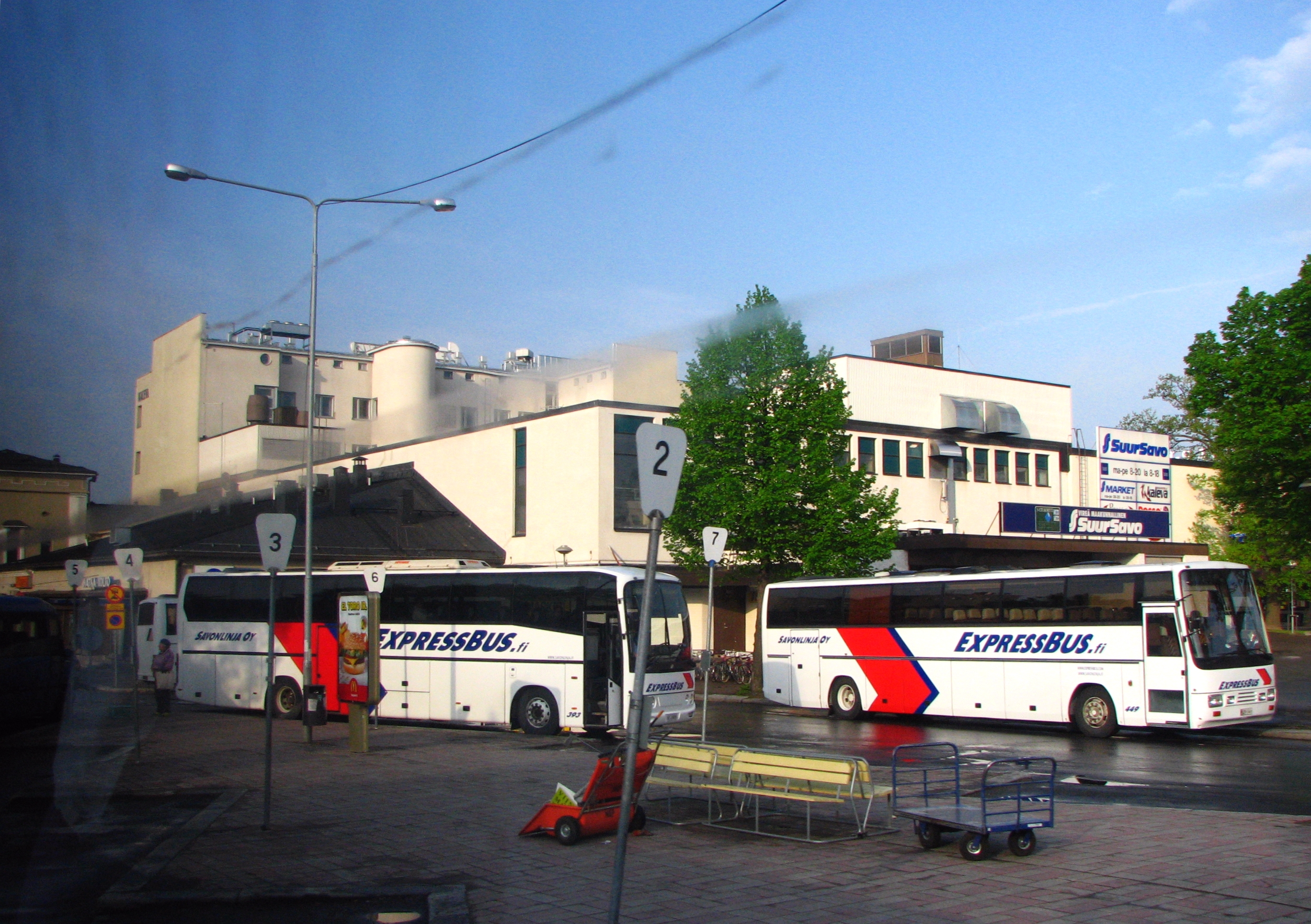
Автобус ExpressBus на станции г. Миккели
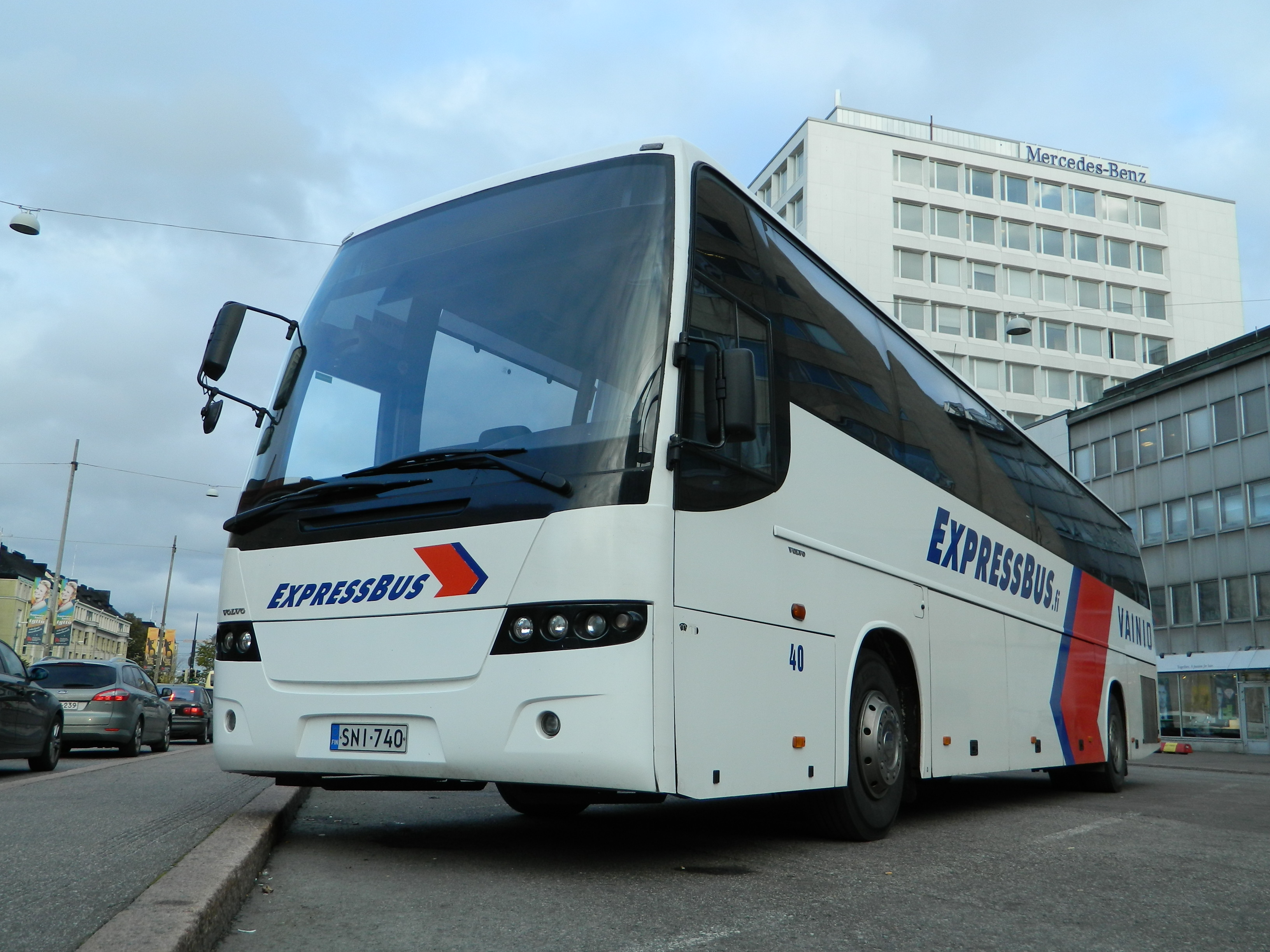
Автобус ExpressBus в г. Хельсинки